# Bilheteria dos cinemas no Brasil em 2021
Lista com o valor de arrecadação em reais e o público dos principais filmes lançados nos cinemas de todo o Brasil no ano de 2021, com a ressalva que nem todas as salas mantiveram-se abertas durante o ano devido a pandemia de COVID-19.

## Arrecadação nos fins de semana
| Data            | Filme                                  | Arrecadação (R$) | Notas                                                     |
| --------------- | -------------------------------------- | ---------------- | --------------------------------------------------------- |
| 3 de janeiro    | Mulher-Maravilha 1984                  | 2 000 000        |                                                           |
| 10 de janeiro   | Mulher-Maravilha 1984                  | 3 130 000        |                                                           |
| 17 de janeiro   | Mulher-Maravilha 1984                  | 1 990 000        |                                                           |
| 24 de janeiro   | Mulher-Maravilha 1984                  | 1 370 000        |                                                           |
| 31 de janeiro   | Mulher-Maravilha 1984                  | 770 000          |                                                           |
| 7 de fevereiro  | Mulher-Maravilha 1984                  | 932 900          | Maior número de semanas na liderança                      |
| 14 de fevereiro | Tom & Jerry - O Filme                  | 1 100 000        |                                                           |
| 21 de fevereiro | Tom & Jerry - O Filme                  | 1 500 000        |                                                           |
| 28 de fevereiro | Tom & Jerry - O Filme                  | 1 100 000        |                                                           |
| 7 de março      | Tom & Jerry - O Filme                  | 299 700          |                                                           |
| 14 de março     | Raya e o Último Dragão                 | 116 200          |                                                           |
| 21 de março     | A Viúva das Sombras                    | 43 400           | Raya e o Último Dragão teve mais público                  |
| 28 de março     | A Viúva das Sombras                    | 9 100            |                                                           |
| 4 de abril      | Raya e o Último Dragão                 | 29 700           |                                                           |
| 11 de abril     | Raya e o Último Dragão                 | 46 300           |                                                           |
| 18 de abril     | Tom & Jerry - O Filme                  | 46 720           |                                                           |
| 25 de abril     | A Viúva das Sombras                    | 122 200          |                                                           |
| 2 de maio       | Godzilla vs. Kong                      | 1 800 000        |                                                           |
| 9 de maio       | Godzilla vs. Kong                      | 1 900 000        |                                                           |
| 16 de maio      | Godzilla vs. Kong                      | 1 900 000        |                                                           |
| 23 de maio      | Mortal Kombat                          | 1 400 000        |                                                           |
| 30 de maio      | Cruella                                | 1 600 000        |                                                           |
| 6 de junho      | Invocação do Mal 3: A Ordem do Demônio | 8 400 000        |                                                           |
| 13 de junho     | Invocação do Mal 3: A Ordem do Demônio | 6 500 000        |                                                           |
| 20 de junho     | Invocação do Mal 3: A Ordem do Demônio | 3 500 000        |                                                           |
| 27 de junho     | Velozes e Furiosos 9                   | 12 500 000       |                                                           |
| 4 de julho      | Velozes e Furiosos 9                   | 10 700 000       |                                                           |
| 11 de julho     | Viúva Negra                            | 11 700 000       |                                                           |
| 18 de julho     | Viúva Negra                            | 6 700 000        |                                                           |
| 25 de julho     | Velozes e Furiosos 9                   | 4 000 000        |                                                           |
| 1.º de agosto   | Velozes e Furiosos 9                   | 2 800 000        |                                                           |
| 8 de agosto     | O Esquadrão Suicida                    | 7 000 000        |                                                           |
| 15 de agosto    | O Esquadrão Suicida                    | 5 100 000        |                                                           |
| 22 de agosto    | Free Guy                               | 2 700 000        |                                                           |
| 29 de agosto    | Free Guy                               | 1 900 000        |                                                           |
| 5 de setembro   | Shang-Chi e a Lenda dos Dez Anéis      | 9 500 000        |                                                           |
| 12 de setembro  | Shang-Chi e a Lenda dos Dez Anéis      | 6 400 000        |                                                           |
| 19 de setembro  | Shang-Chi e a Lenda dos Dez Anéis      | 4 200 000        |                                                           |
| 26 de setembro  | Shang-Chi e a Lenda dos Dez Anéis      | 3 035 934        |                                                           |
| 3 de outubro    | 007 - Sem Tempo para Morrer            | 6 900 000        |                                                           |
| 10 de outubro   | Venom: Tempo de Carnificina            | 15 190 000       |                                                           |
| 17 de outubro   | Venom: Tempo de Carnificina            | 10 358 670       |                                                           |
| 24 de outubro   | Venom: Tempo de Carnificina            | 6 300 000        |                                                           |
| 31 de outubro   | Venom: Tempo de Carnificina            | 4 200 000        |                                                           |
| 7 de novembro   | Eternos                                | 19 900 000       |                                                           |
| 14 de novembro  | Eternos                                | 17 600 000       |                                                           |
| 21 de novembro  | Eternos                                | 6 920 000        |                                                           |
| 28 de novembro  | Encanto                                | 4 948 536        |                                                           |
| 5 de dezembro   | Encanto                                | 3 700 000        |                                                           |
| 12 de dezembro  | Encanto                                | 2 800 000        |                                                           |
| 19 de dezembro  | Homem-Aranha: Sem Volta Para Casa      | 92 000 000       | Maior abertura do ano; Segunda maior abertura da história |
| 26 de dezembro  | Homem-Aranha: Sem Volta Para Casa      | 3 040 000        |                                                           |

## Maiores bilheterias
| Posição | Título                                     | Distribuidor         | Faturamento    | Público    |
| ------- | ------------------------------------------ | -------------------- | -------------- | ---------- |
| 1       | Homem-Aranha: Sem Volta pra Casaa          | Sony Pictures/Marvel | R$ 322 636 357 | 17 680 000 |
| 2       | Eternos                                    | Disney/Marvel        | R$ 70 788 071  | 4 110 000  |
| 3       | Velozes e Furiosos 9                       | Universal            | R$ 66 997 292  | 3 950 978  |
| 4       | Venom: Tempo de Carnificina                | Sony Pictures        | R$ 66 700 395  | 4 050 000  |
| 5       | Shang-Chi e a Lenda dos Dez Anéis          | Disney/Marvel        | R$ 37 833 371  | 2 111 442  |
| 6       | Viúva Negra                                | Disney/Marvel        | R$ 32 576 945  | 1 864 983  |
| 7       | Invocação do Mal 3: A Ordem do Demônio     | Warner Bros.         | R$ 28 227 294  | 1 661 420  |
| 8       | 007 - Sem Tempo para Morrer                | Universal Studios    | R$ 22 356 492  | 1 070 000  |
| 9       | O Esquadrão Suicida                        | Warner Bros.         | R$ 22 020 069  | 1 280 053  |
| 10      | Encanto                                    | Disney               | R$ 20 006 524  | 1 300 000  |
| 11      | Matrix Resurrectionsa                      | Warner Bros.         | R$ 19 510 000  | 1.152.000  |
| 12      | Duna                                       | Warner Bros.         | R$ 15 363 871  | 773.392    |
| 13      | Space Jam - Um Novo Legado                 | Warner Bros.         | R$ 13 922 692  | 843.955    |
| 14      | Patrulha Canina: O Filme                   | Paramount            | R$ 12 665 990  | 773.180    |
| 15      | Os Croods 2: Uma Nova Era                  | Universal/Dreamworks | R$ 12 512 185  | 806.064    |
| 16      | Godzilla vs. Kong                          | Warner Bros.         | R$ 12 309 352  | 751.644    |
| 17      | O Poderoso Chefinho 2: Negócios da Família | Universal/DreamWorks | R$ 11 132 116  | 689.930    |
| 18      | A Família Addams 2: Pé na Estrada          | Universal            | R$ 10 481 777  | 643.390    |
| 19      | Cruella                                    | Disney               | R$ 10 349 665  | 577.802    |
| 20      | Um Lugar Silencioso - Parte II             | Paramount            | R$ 10 251 150  | 582.082    |

↑a  Em 31 de dezembro: R$227,636,357, 12,330,000 espectadores.
↑b  Em 31 de dezembro: R$ 13,210,000, 702,000 espectadores.